# Acompáñame (musical teatral)
Para otros usos de la palabra, ver Acompáñame
Acompáñame es un musical de los años 60, creado por Joaquín Vargas Acosta, experimentado director teatral y productor televisivo, basado en la obra Historia de una escalera de Antonio Buero Vallejo. Fue estrenada por primera vez en el Teatro Montecarlo de Lima, Perú, el 6 de julio de 2006, bajo la producción de Iguana Talleres, una dependencia de Iguana Comunicaciones.

## La historia
"Acómpañame" narra la historia de Carmina, una chica que llega a la ciudad de Lima junto a su madre en el verano de 1968, ellas llegan a vivir a una quinta de clase media ubicada en el distrito de Jesús María, es en ese momento cuando Carmina conoce a Fernando, el chico más popular del vecindario, líder de una banda de rock, cuyo sueño máximo, al igual que Carmina, es dedicarse al canto. Sin embargo, Carmina siente un apoyo más fuerte y decidido en Urbano, quien a diferencia de Fernando tiene "los pies más puestos en la tierra" y Elvira quien es de la familia más adinerada del barrio, hará todo lo imposible por quedarse con Fernando, como uno más de sus caprichos. Urbano tiene dos hermanas, Rosa, quien tiene una tórrida relación amor-odio con Pepe, considerado como una persona desalmada; y Trini, la menor, quien siempre estuvo enamorada de Javier, quien es un poco distraído y torpe, pero muy inteligente, pero que nunca se atrevieron a decir lo que sentían. También están los mayores, Paca, la personalidad fuerte del vecindario y Don Juan, padres de Urbano, Rosa y Trini; Eduviges, la madre de Pepe; Generosa, la madre de Carmina; Doña Asunción, la pobre madre de Fernando; y Don Manuel el padre engreidor de Elvirita.

## Datos
El mensaje de la obra muestra los sueños y aspiraciones de los jóvenes (representados en los de toda una generación) y como estos al pasar el tiempo van cambiando, a veces sin proponérselo. El "pudo ser" es el tema central de la obra y nos indica cuanto puede la sociedad influir en nuestro plan de vida.
La obra contó con la dirección musical de la reconocida Andrea Rincón y las coreografías estuvieron a cargo de Miguel "Cocoa" Huamán.
Esta fue la primera obra teatral en la que participó Emilia Drago, la conductora del programa de televisión juvenil-infantil Zoombate, producido por el mismo director Joaquín Vargas.

## Canciones
Como es un musical ambientado en los años sesenta, cuenta con canciones de la llamada "nueva ola" musical como:
1. El Rock de la Cárcel
2. Tanto control
3. Contigo en la playa
4. Agujetas de color de rosa
5. Rosa, Rosa

1. Fiebre de primavera
2. Besos de papel
3. Acómpañame
4. Novios
5. Chiquilina (el romántico viajero)
6. Nadie me puede juzgar
7. Tonto amor (sólo pienso en él)
8. Gracias

## Personajes
En su primera presentación, Acompáñame estuvo formado por el siguiente elenco:
- Carmina - Interpretada por Vanesa Caycho
- Fernando - Interpretado por Renato Bonifaz
- Elvira - Interpretada por Emilia Drago
- Urbano - Interpretado por Jorge Cruzado
- Rosa - Interpretada por Armanda San Martín
- Pepe - Interpretado por Rogelio Vidal
- Trini - Interpretada por Katty Tafur
- Javier - Interpretado por Xavier Palao
- Paca - Interpretada por Jaclyn Ancani
- Eduviges - Interpretada por Sheila Guillén
- Generosa - Interpretada por Patricia Pretell
- Don Juan - Interpretado por John Perez
- Don Manuel - Interpretado por Arturo Molina
- El cobrador de la luz - Interpretado por Emmanuel Delgado
- Doña Asunción - Interpretada por Teresa Rodríguez
- Hernán - Interpretado por Waldir Pastor
- Jonás - Interpretado por Jonathan Charcape
- Alison - Interpretado por Alison Bejarano
- Martirio - Interpretado por Arilmy Loayza
- Patricia - Interpretada por Cerenela Hinostroza
- Isabel - Interpretada por Jessica Vargas
- Martín - Interpretado por Martín Astete "Barbas"
- Lili - Interpretada por Fiorella Arbocco
- Pili - Interpretada por Silvia Yanque
- Marion - Interpretada por Madeleine Changana
- Florencia - Interpretada por Flor Shiroma
- Alejandro - Interpretado por Alejandro Durand
- Sandra - Interpretada por Sandra Tresierra
- Franco - Interpretado por Franco Angeles
- Productor - Interpretado por Elia Buzo
- Joven bien vestido - Interpretado por Roberto Cuba
- Señor bien vestido - Interpretado por Adolfo Paredes
- Manolín - Interpretado por Yousef Abusabal
- Fernando hijo - Interpretado por Prince Olortegui
- Carmina hija - Interpretada por Mayra Taiman

- Datos: Q10844656